# Métro municipal de Kobe
Le métro municipal de Kobe (神戸市営地下鉄, Kōbe shiei chikatetsu) est un réseau public, propriété et exploité par le Bureau des transports municipaux de Kobe, de transport en commun, de type métro sur rail, de la ville de Kobe au Japon. Mis en service à partir de 1977, il comporte, depuis 2020, deux lignes qui regroupent les différentes petites lignes d'origine.

## Histoire
La construction de la première ligne, dite ligne Seishin, débute en 1971. Longue de 5,7 km elle est mise en service le 13 mars 1977, entre Shin-Nagata et Myōdani. Le premier prolongement long de 4,3 km de Shin-Nagata à Ōkurayama , dénommé ligne Yamate, est ouvert au service le 17 juin 1983. Le 18 juin 1985, le Bureau municipal ouvre deux prolongements : 3,5 km, de Myōdani à Gakuentoshi pour la ligne Seishin, et 3,3 km de Ōkurayama à Shin-Kobe pour la ligne Yamate. Le 18 mars 1987 la ligne Seishin est prolongée de 5,9 km, de Gakuen-toshi à Seishin-chūō. Ce même jour les deux petites lignes d'origine sont fusionnées pour créer une nouvelle ligne dénommée ligne Seishin-Yamate.
Le 2 avril 1988 le Chemin de fer Hokushin-Kyuko met en service, la ligne Hokushin, longue de 7,5 km entre Shin-Kobe et Tanigami, et exploite cette ligne, qui ne comporte que les deux stations terminus, en correspondance direct avec la ligne Seishin-Yamate du métro.
Lors du Séisme de 1995 à Kobe, au mois de janvier, la ligne Seishin-Yamate est endommagée, un service limité est mis en place et le service normal reprend trois mois plus tard en mars, après la fin des chantiers de remise en état de la ligne.
Les 7,9 km de la ligne Kaigan sont mis en service le 7 juillet 2001.
La dernière extension du réseau a lieu le 1er juin 2020 avec le rachat de la ligne Hokushin par le Bureau des transports municipaux de Kobe. La ligne est alors intégré dans le réseau en prolongement de la ligne Seishin-Yamate. Les codes stations sont réactualisés à partir du code S01 donné à la nouvelle station terminus nord Tanigami.

## Infrastructure

### Ligne Seishin-Yamate
La construction de la ligne Seishin-Yamate (西神山手線, Seishinyamate-sen) s'est échelonnée entre 1977 et 1987. Elle est aujourd'hui longue de 22,7 km et comporte 16 stations. L'écartement est standard (1 435 mm) et l'alimentation se fait en 1 500 V. Elle va de Seishin-Chuo à Shin-Kōbe, et continue ensuite sur la ligne Hokushin de Shin-Kōbe à Tanigami.
Entre le terminus de Seishin-Chuo et la station de Myohoji la ligne se trouve en surface. 260 000 voyageurs circulent quotidiennement sur la ligne.

### Ligne Kaigan

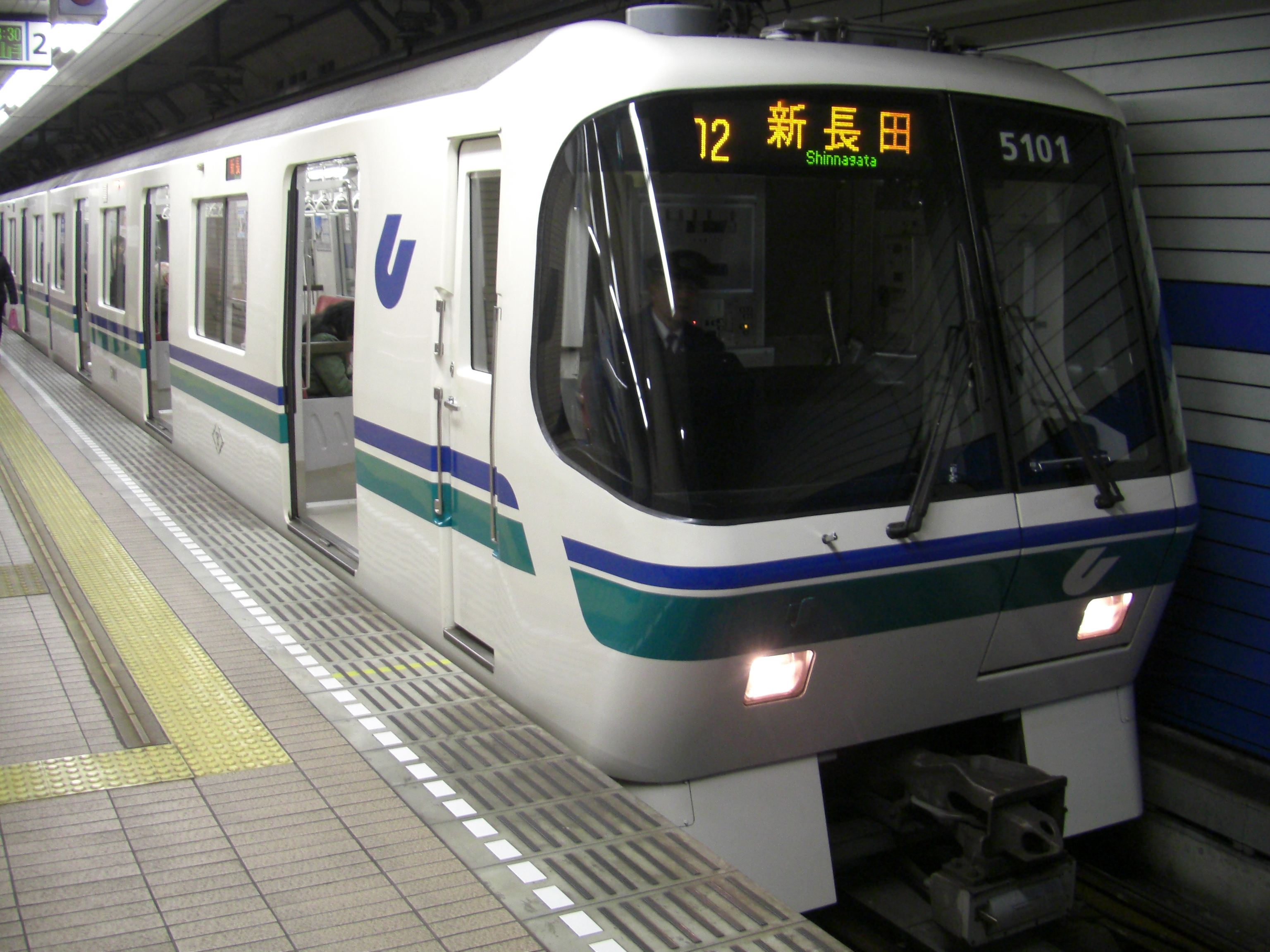
Train de la ligne Kaigan

La ligne Kaigan (海岸線, Kaigan-sen), c’est-à-dire la ligne côtière, est entrée en service en 2001 et est longue de 7,9 km. À l'inverse de la ligne Seishin-Yamate, il s'agit d'une ligne à petit gabarit : le diamètre des tunnels est très faible ce qui a permis de réduire les coûts. L'écartement des voies est malgré tout standard (1 435 mm) et l'alimentation électrique se fait en 1 500 volts continu. Ses terminus Shin-Nagata et Sannomiya-Hanadokei-mae sont également les seules stations en correspondance avec la ligne Seishin-Yamate et le réseau Japan Railway (JR). La station de Sannimomiya-Hanadokei-mae est à environ 7 minutes à pied de la station de Sannomiya de la ligne Seishin-Yamate ainsi que des lignes JR et des réseaux Hanshin et Hankyu.

### Ligne Hokushin
La ligne Hokushin (北神線, Hokushin-sen) est mise en service en 1988 par la compagnie Hokushin Kyuko Railway. Elle devient une ligne du métro municipal de Kobe lors de son rachat en juin 2020. Longue de 7,5 km avec des voies à écartement standard (1 435 mm) et une alimentation de 1 500 V. Intégrée dans le réseau municipal elle est utilisée comme terminus nord de la ligne Seishin-Yamate, par une partie des circulations, sans transfert à l'ancienne station de correspondance Shin-Kobe.

## Tableau récapitulatif
| Ligne          | Logo | Code | Première ouverture | Dernière extension | Longueur (km) | Stations | Tracé |  |
| -------------- | ---- | ---- | ------------------ | ------------------ | ------------- | -------- | ----- |  |
| Seishin-Yamate |      | S    | 1977               | 1987               | 22,7          | 16       |       |  |
| Hokushin       | -    | S    | 1988               | 2020               | 7,5           | 2        |       |  |
| Kaigan         |      | K    | 2001               | -                  | 7,9           | 10       |       |  |

## Exploitation

### Matériel roulant
| Série | Livraison | Suppression | Constructeur              | Nombre de rame | Nombre de voiture par rame | Ligne desservie | Photo |
| ----- | --------- | ----------- | ------------------------- | -------------- | -------------------------- | --------------- | ----- |
| 1000  | 1977      | 2023        | Kawasaki Heavy Industries | 18             | 6                          |                 |       |
| 1000  | 1977      | 2023        | Kawasaki Heavy Industries | 18             | 6                          | Hokushin        |       |
| 2000  | 1988      | 2022        | Kawasaki Heavy Industries | 24             | 6                          |                 |       |
| 2000  | 1988      | 2022        | Kawasaki Heavy Industries | 24             | 6                          | Hokushin        |       |
| 3000  | 1993      | 2021        | Kawasaki Heavy Industries | 6              | 6                          |                 |       |
| 3000  | 1993      | 2021        | Kawasaki Heavy Industries | 6              | 6                          | Hokushin        |       |
| 5000  | 2001      | En service  | Kawasaki Heavy Industries | 10             | 4                          |                 |       |
| 6000  | 2019      | En service  | Kawasaki Heavy Industries | 29             | 6                          |                 |       |
| 6000  | 2019      | En service  | Kawasaki Heavy Industries | 29             | 6                          | Hokushin        |       |
| 7000  | 1988      | 2023        | Kawasaki Heavy Industries | 30             | 6                          |                 |       |
| 7000  | 1988      | 2023        | Kawasaki Heavy Industries | 30             | 6                          | Hokushin        |       |